# Piscina Olímpica de Montreal
La Piscina Olímpica de Montreal fue construida para los Juegos Olímpicos de Montreal 1976.
Forma parte de un gran centro de natación en la ciudad de Montreal que está localizada en la base de la torre del Estadio Olímpico de Montreal.
Para estos juegos Olímpicos se aumentó la capacidad de la piscina a 10 000 espectadores de los cuales 6.988 fueron temporales.